# アートギャラリー・オブ・オンタリオ
アートギャラリー・オブ・オンタリオ (Art Gallery of Ontario) は、カナダのオンタリオ州トロントにある美術館である。日本語ではオンタリオ美術館（オンタリオびじゅつかん）とも呼ばれる。

## 沿革

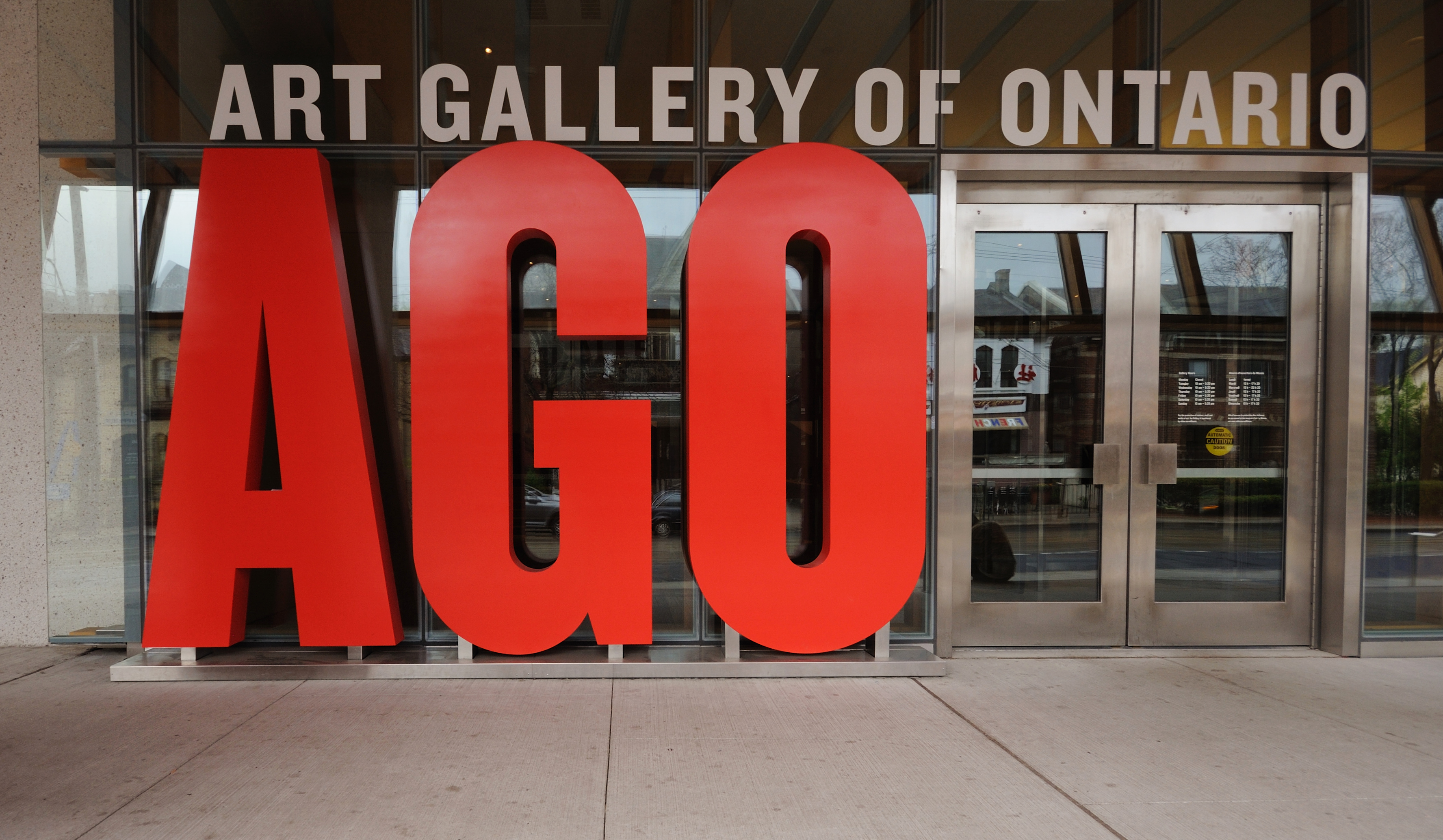
入口のロゴ

アートギャラリー・オブ・オンタリオは1900年にアート・ミュージアム・オブ・トロント (Art Museum of Toronto) として創設された。1919年にアート・ギャラリー・オブ・トロント)と改名され、現在の「アートギャラリー・オブ・オンタリオ」となったのは1966年のことである。
フランク・ゲーリー設計で内装、外観を含めて拡張工事が行われ、2008年11月にリニューアル・オープンした。

## コレクション
紀元後100年頃から現代にいたるまでの芸術作品を80000点以上所蔵している。美術館の広さは45,000平方メートル (480,000 sq ft)で、カナディアン・アートに関しては世界一の規模を誇る。コレクションの半分はカナダに関するもので、トム・トムソン、グループ・オブ・セブン、エミリー・カー、コーネリアス・クリーグホフなどの作品も含んでいる。また、過去から現在までのイヌイットやカナダ原住民たちの作品も所蔵し、その中にはノルヴァル・モリソー、en:Jackson Beardy、 en:Kenojuak Ashevakが含まれる。また、ヨーロッパのアートコレクションも豊富で、細密画や彫刻、中世やルネサンス時代の装飾美術、ティントレットやルーベンス、トマス・ゲインズバラ、フランス・ハルスといった巨匠の絵画、またパブロ・ピカソ、オーギュスト・ロダン、カミーユ・ピサロ、クロード・モネといった近代の画家達の作品もある。加えて北米の中では最も優れた部類に入るアフリカ美術のコレクションを擁している。その他フランツ・クライン、 マーク・ロスコ、アーシル・ゴーキー、デヴィッド・スミス、ハンス・ホフマン、ジョアン・ミロ、マルク・シャガール、アメデオ・モディリアーニ、マイケル・スノウ、ジェネラル・アイデア、クレス・オルデンバーグ、ジェニー・ホルツァーも所蔵。ヨーロッパと北米の写真のコレクションは40,000点を超える。素描や版画もそろっており、ロバート・マザウェルのドローイング・コレクションは世界一である。ミケランジェロのスケッチ、ベティ・ゴールドウィン、エゴン・シーレ、デーヴィッド・ミルン、フィンセント・ファン・ゴッホ、アンリ・マティス、 ワシリー・カンディンスキー、テオドール・ジェリコー、ポール・ゴーギャンも所蔵。彫刻ではヘンリー・ムーアのコレクションでも知られている。

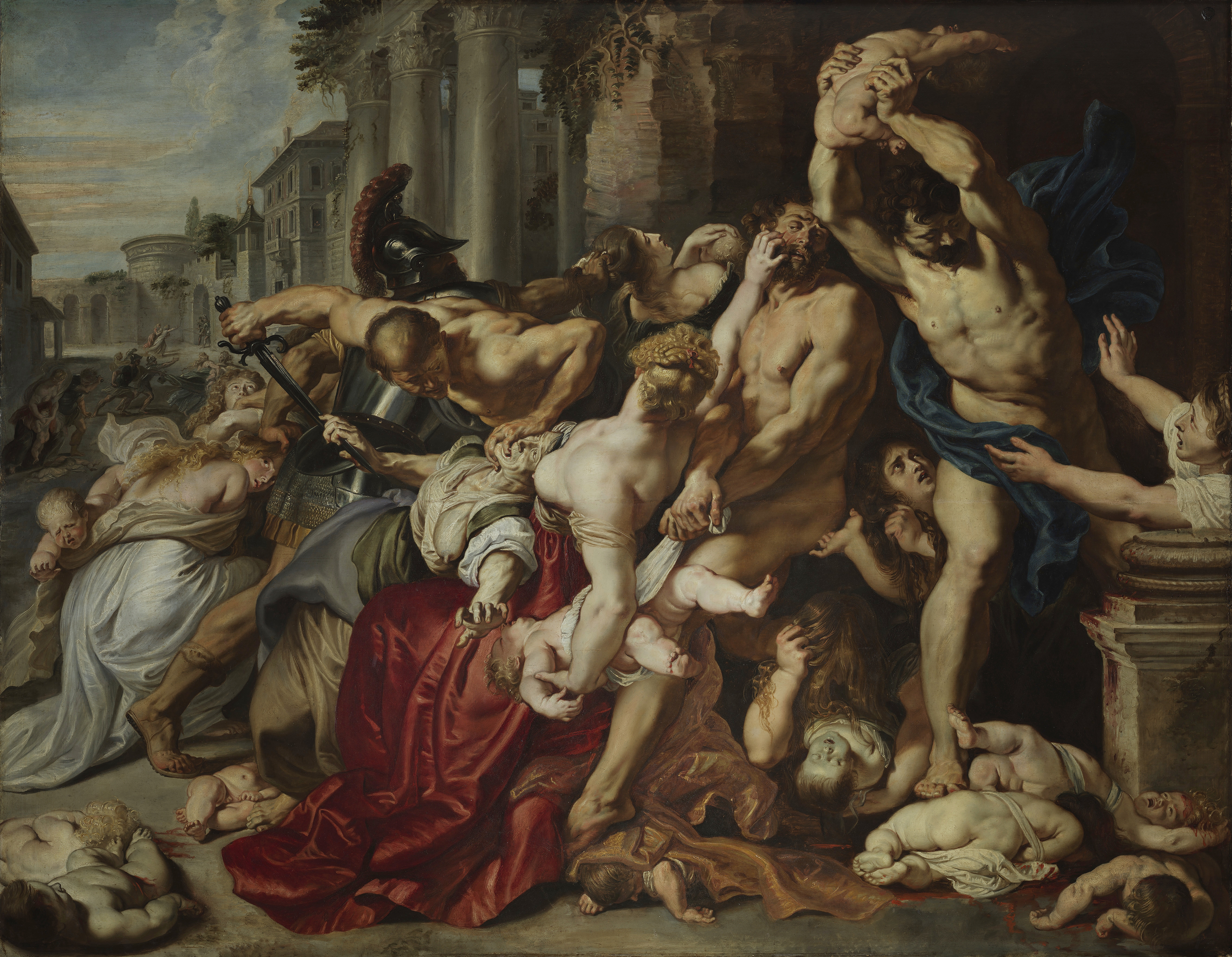
ピーテル・パウル・ルーベンス, 『幼児虐殺』, 1611-12年, oil on panel, 142 × 182 cm, Kenneth Thomson寄贈
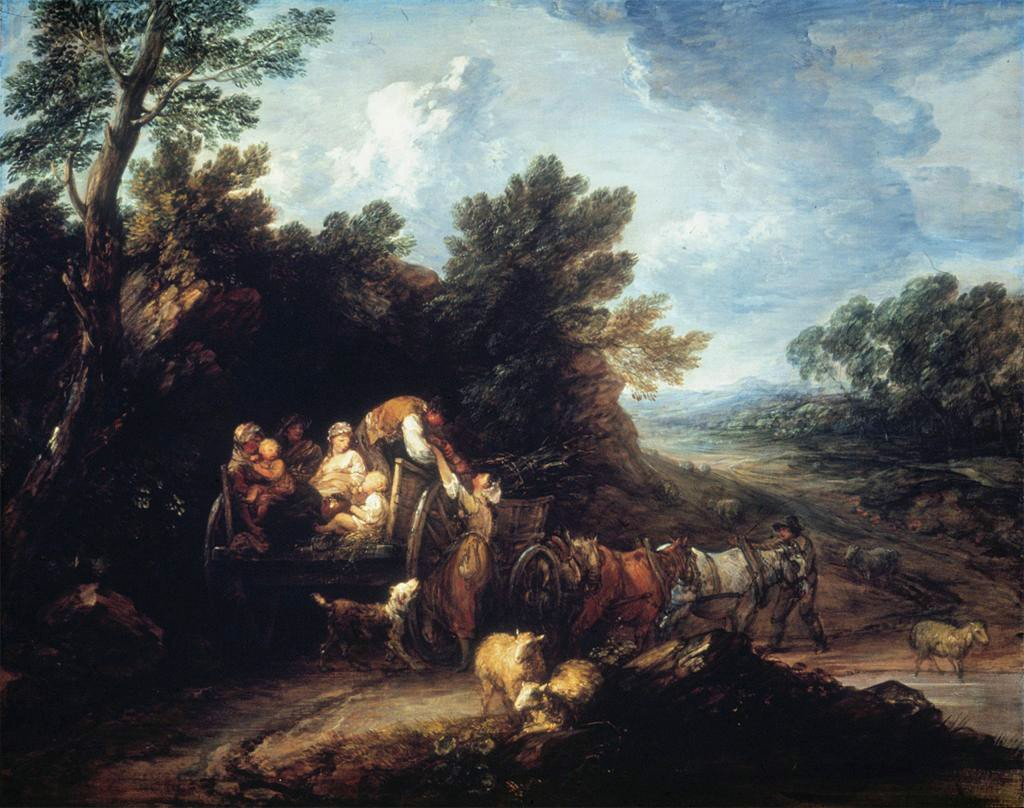
トマス・ゲインズバラ, The Harvest Wagon, c. 1874年, キャンバス, 121.9 × 149.9 cm
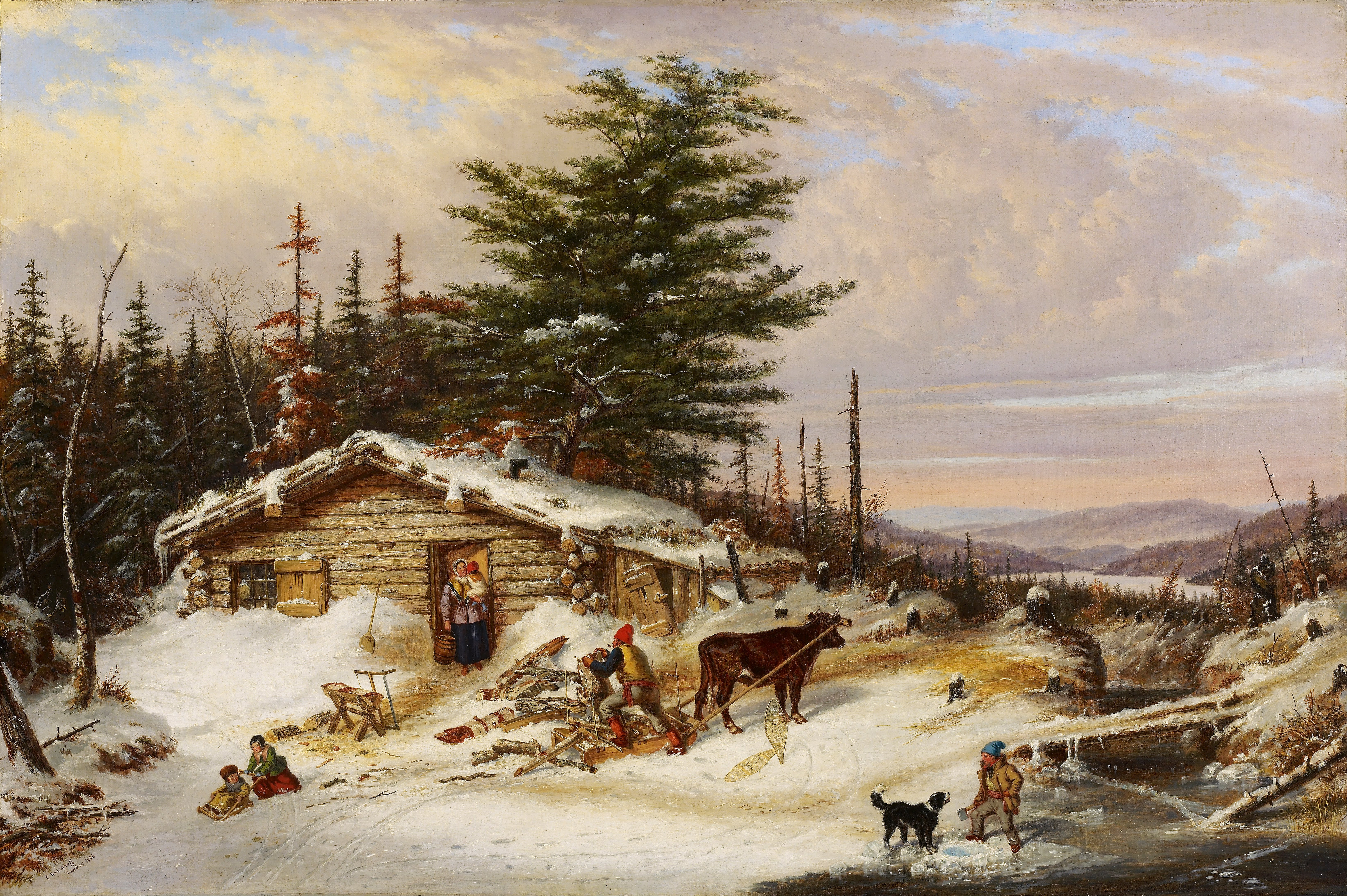
コーネリアス・クリーグホフ, 『居留民の家』 (1856)
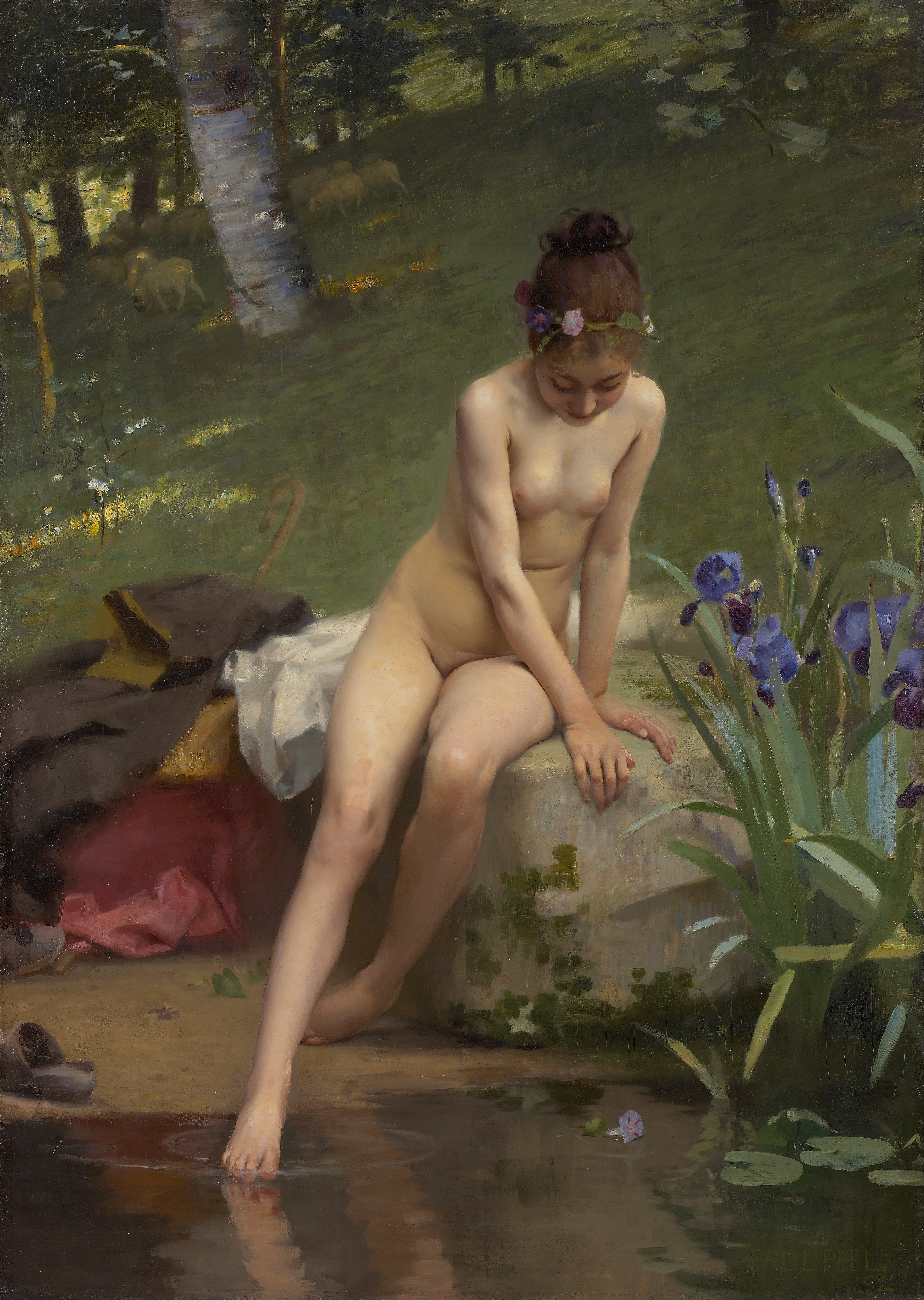
ポール・ピール, The Little Shepherdess, 1892年, キャンバス, 160 x 114 cm
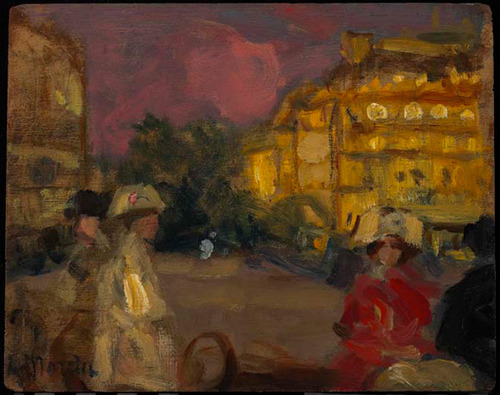
ジェームズ・ウィルソン・モーリス,Street Scene Pink Sky Paris (c.1908)
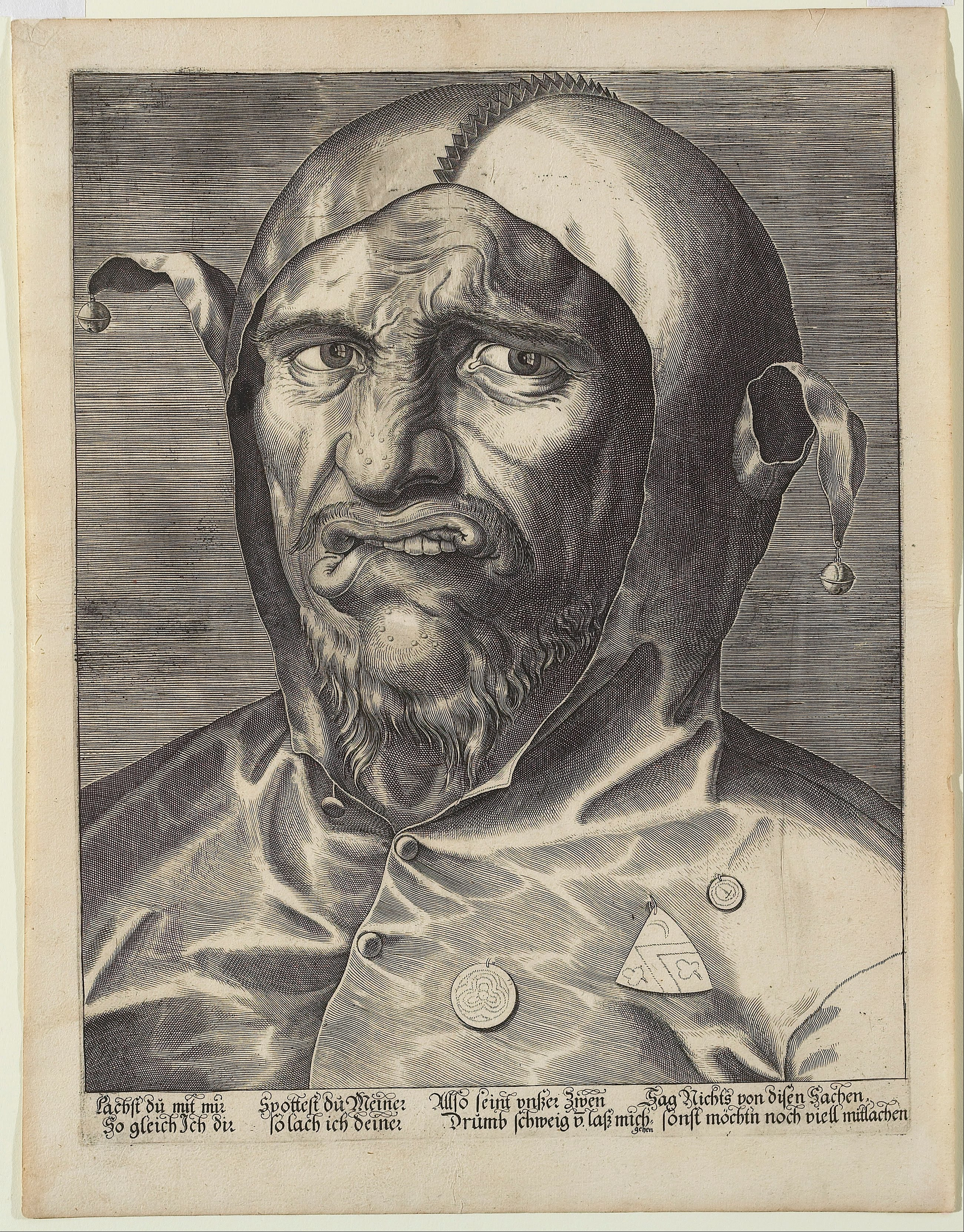
Large Hed of a Jester, (1595 - 1605), engraving on laid paper, 40.0 x 31.2 cm

## 企画
2015年にはフェミニスト・アート・ギャラリーがアーティスト・イン・レジデンスをつとめた。